# 邮号

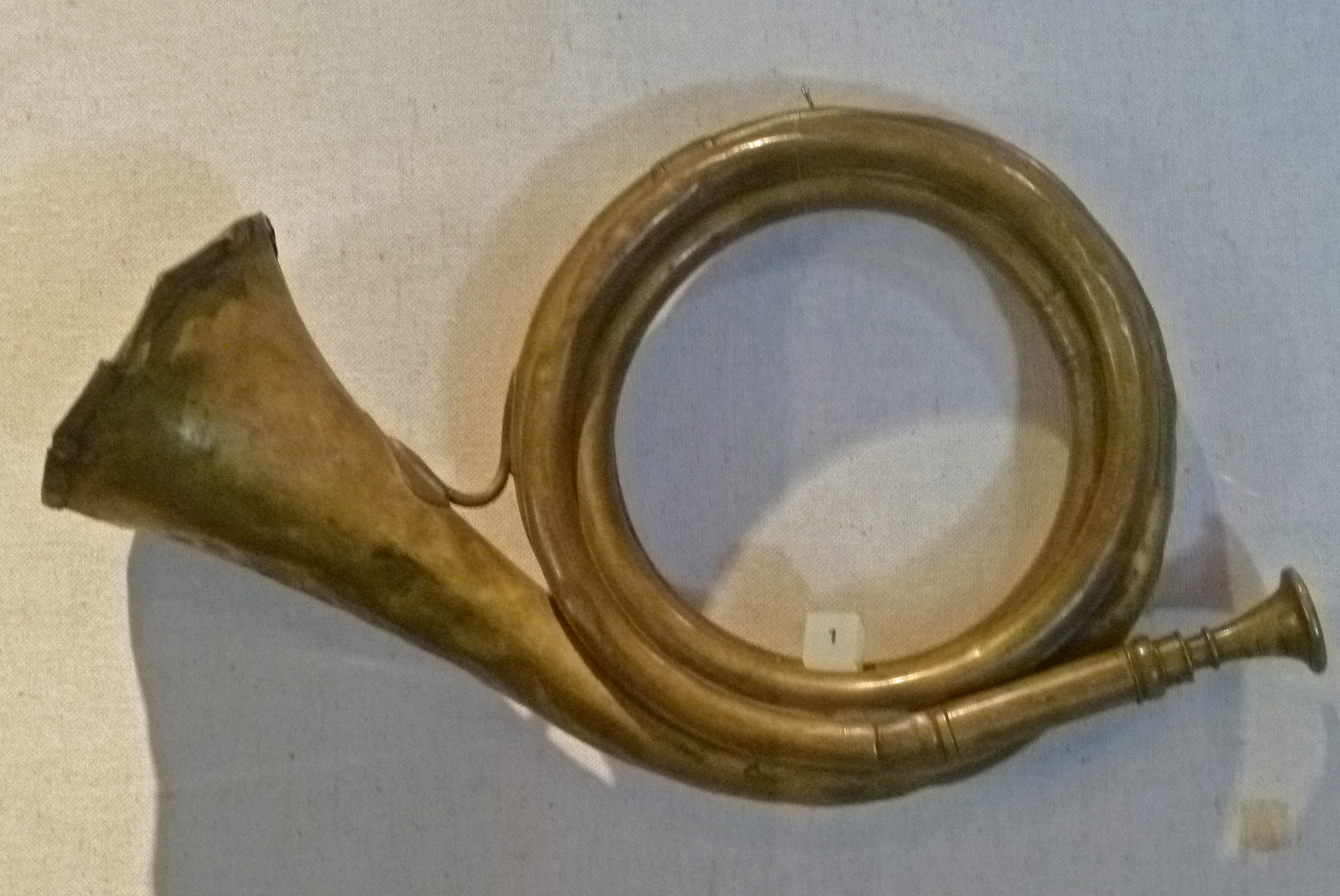
19世纪的一个德国邮号

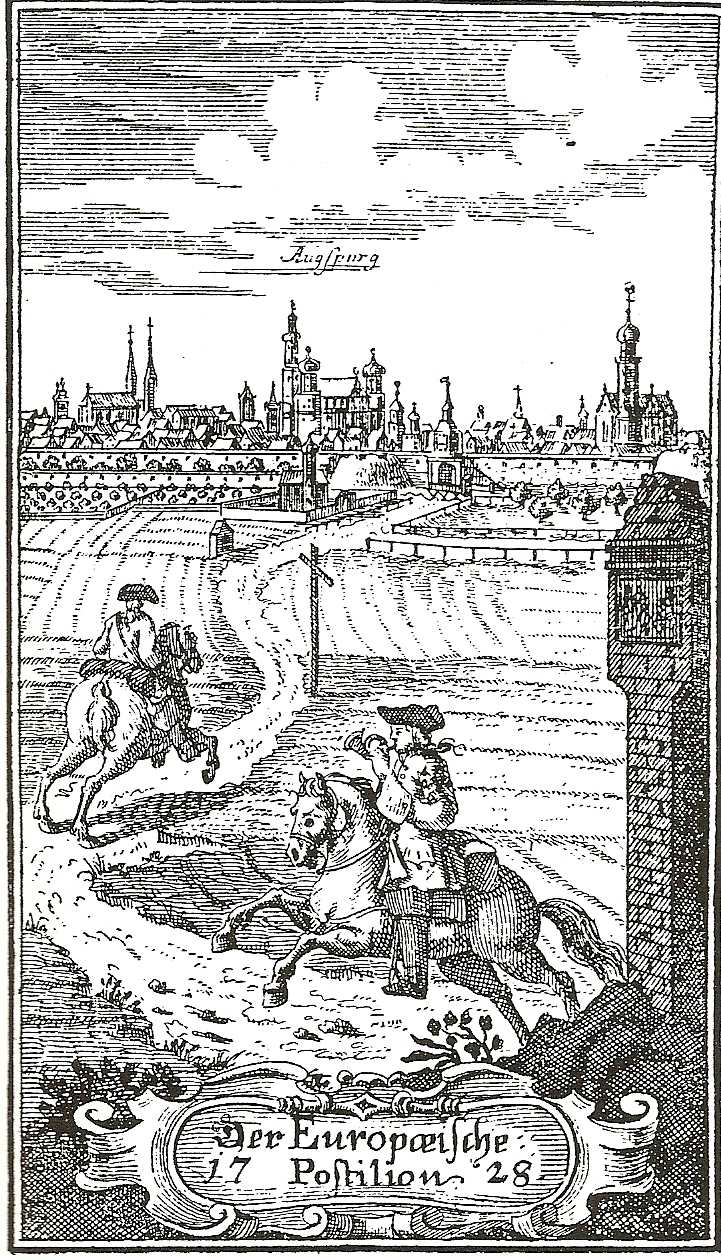
1728年描绘的德国邮递员

邮号是一种无按键的自然铜管乐器。通常卷成圆形，称为邮递圆号（英語：post horn）；亦有类似军号的形状，称为邮递小号（英語：post trumpet）。19世纪至20世纪的邮递员和邮政马车在离开或到达时常会吹响邮号。另外在道路上由于邮政马车时刻表紧凑且速度较快，在大多数国家有优先通行权，故道路上的行人和车辆在听到邮号后须即刻让路，避免发生意外或阻碍通行。
短号即是在邮号形式下添加按键发展而来。莫扎特、马勒均在其音乐作品中使用邮号，最著名的是马勒《第3號交響曲》。
中世纪欧洲屠夫常被委托投递信件，被称为屠夫邮政（Metzgerpost），因此牛角制成的号被用作通知居民的工具，亦表示具备优先通行权。
许多欧洲邮政采用邮号作为标志，亦会作为邮政元素出现在纪念邮票上。

## 使用情况
以下邮政机构采用邮号作为标志：
- 俄罗斯邮政（结合国徽）
- 奥地利邮政
- 保加利亚邮政
- 白俄罗斯邮政
- 捷克邮政
- 西班牙邮政
- 葡萄牙邮政
- 塞浦路斯邮政
- 德国邮政
- 爱沙尼亚邮政
- 奥地利邮政
- 克罗地亚邮政
- 匈牙利邮政
- 立陶宛邮政
- 马其顿邮政
- 马耳他邮政
- 巴基斯坦邮政
- 卢森堡邮政
- 波兰邮政
- 罗马尼亚邮政
- 摩尔多瓦邮政
- 阿尔巴尼亚邮政
- 斯洛伐克邮政
- 丹麦邮政
- 瑞典邮政
- 土耳其邮政
- 斯洛伐克邮政
- 乌克兰邮政

### 图像

德国邮政标志
1892年以前的第一面德国邮政旗
1892-1918年的德国邮政旗
1950-1994年的德国邮政旗
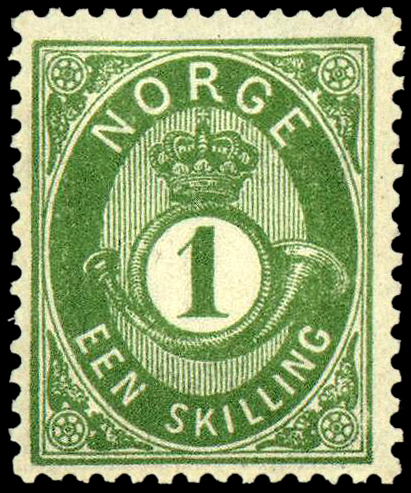
1872年的挪威邮政邮票